# ويليام سوير (سياسي كندي)
ويليام سوير هو سياسي كندي، ولد في 25 نوفمبر 1815، وتوفي في 11 يناير 1904 في كوكشاير ايتون في كندا. حزبياً، نشط في Conservative Party of Quebec (historical) ‏. وقد انتخب عضو الجمعية الوطنية في كيبك ‏.